# Heinäjärvi (sjö i Puolango, Kajanaland)
Heinäjärvi är en sjö i kommunen Puolango i landskapet Kajanaland i Finland. Sjön ligger 180,1 meter över havet. Den är 8,5 meter djup. Arean är 53 hektar och strandlinjen är 3,04 kilometer lång. Sjön  ingår i Ijo älvs huvudavrinningsområde.   Den ligger omkring 91 kilometer norr om Kajana och omkring 560 kilometer norr om Helsingfors. 